# Raión de Oljovatka
El raión de Oljovatka (ruso: Ольхова́тский райо́н) es un distrito administrativo y municipal (raión) ruso perteneciente a la óblast de Vorónezh. Se ubica en el suroeste de la óblast. Su capital es Oljovatka.
En 2021, el raión tenía una población de 21 565 habitantes.
El raión es limítrofe al oeste con la óblast de Bélgorod.

## Subdivisiones
Comprende 54 localidades. Como consecuencia de una fusión de ayuntamientos que tuvo lugar en 2013, el raión se divide en solamente ocho entidades locales, que son el asentamiento de tipo urbano de Oljovatka (la capital) y los siguientes siete asentamientos rurales:
- Karáyashnik
- Kopanaya 1-ya
- "Lisichánskoye" (con capital en Drozdovo)
- Máryevka
- Novojárkovka
- Stepnoye (con capital en Kóstovo)
- Shaposhnikovka